# Benjamin Ožegović
Benjamin Ožegović (* 9. August 1999 in Velika Kladuša, Bosnien und Herzegowina) ist ein österreichischer Fußballtorwart bosnischer Herkunft.

## Karriere

### Verein
Ožegović begann seine Karriere beim SK Sturm Graz. Zur Saison 2013/14 wechselte er in die Akademie des FK Austria Wien. Nach drei Jahren in der Akademie der Austria wechselte er zur Saison 2016/17 zum SCR Altach, bei dem er einen bis Juni 2019 laufenden Vertrag erhielt. Im Juli 2016 debütierte er für die Amateure von Altach in der Regionalliga, als er am ersten Spieltag jener Saison gegen den SV Wörgl in der Startelf stand.
Nach 53 Einsätzen für die Amateure debütierte er im März 2020 für die Profis in der Bundesliga, als er am 22. Spieltag der Saison 2019/20 gegen den FC Admira Wacker Mödling in der 10. Minute für Anderson eingewechselt wurde, nachdem Einsertormann Martin Kobras vom Platz gestellt worden war. Bis Saisonende kam er zu zwei Einsätzen. Nach vier Jahren in Altach verließ er den Verein nach der Saison 2019/20.
Daraufhin wechselte er zur Saison 2020/21 zum Ligakonkurrenten WSG Tirol. In vier Spielzeiten bei der WSG kam er zu 21 Bundesligaeinsätzen. Nach der Saison 2023/24 verließ er den Verein. Im September 2024 wechselte er anschließend zum Zweitligisten FC Liefering.

### Nationalmannschaft
Ožegović spielte im März 2016 gegen Island erstmals für die österreichische U-17-Auswahl. Mit dieser nahm er im selben Jahr auch an der EM teil, bei der man im Viertelfinale an Portugal scheiterte. Ožegović kam während des Turniers in allen drei der vier Spiele zum Einsatz.
Im September 2016 spielte er gegen Belgien erstmals für die U-18-Mannschaft. Zwischen August 2017 und März 2018 kam er zu zwei Einsätzen für die U-19-Auswahl.